# Blanche de Bourgogne (v. 1296-1326)
Pour les articles homonymes, voir Blanche de Bourgogne.
Blanche de Bourgogne, ou Blanche d'Artois, née vers 1296 et morte le 29 avril 1326 à l'abbaye de Maubuisson, est reine de France et de Navarre du 3 janvier au 19 mai 1322 en tant qu'épouse de Charles IV le Bel. Fille d'Othon IV de Bourgogne et de Mahaut d'Artois, elle épouse en 1308 le troisième fils du roi Philippe IV le Bel et n'est pas destinée à régner. Six ans plus tard, en 1314, Blanche est impliquée dans l'affaire de la tour de Nesle, convaincue d'adultère et incarcérée en raison de son inconduite dans la forteresse de Château-Gaillard pendant dix ans.
Le mariage de Charles le Bel avec Blanche de Bourgogne n'est annulé qu'après son avènement sur le trône en 1322, après que le roi de France et de Navarre eut longuement plaidé sa cause auprès du pape Jean XXII. Libérée de Château-Gaillard après la prononciation de la dissolution de son mariage, Blanche est autorisée à se retirer, en 1324, dans un couvent afin d'y faire pénitence et s'établit finalement à l'abbaye de Maubuisson, où elle meurt toutefois rapidement, probablement en raison des conditions éprouvantes dans lesquelles elle a été détenue à Château-Gaillard.

## Biographie

### Origines et mariage
Née aux alentours de 1296, Blanche de Bourgogne est le deuxième enfant et la seconde fille d'Othon IV de Bourgogne et de Mahaut d'Artois. Elle n'est pas destinée à hériter des comtés de Bourgogne ou d'Artois, qui doivent revenir à sa sœur aînée Jeanne. Son enfance, tout comme celle de sa sœur aînée, est complètement méconnue jusqu'à son mariage : tout juste sait-on qu'elle perd son père Othon en mars 1303, lorsqu'il décède de blessures reçues lors d'un combat contre les Flamands, dans le cadre de la guerre de Flandre. Au début de l'année 1305, Mahaut d'Artois propose au roi Philippe IV le Bel de faire épouser sa fille aînée Jeanne à son fils aîné Louis Ier de Navarre futur Louis X. Toutefois, Philippe IV a déjà prévu depuis deux accords successifs conclus les 28 février 1300 et 28 mars 1301 de faire épouser à son héritier Marguerite, une des filles de Robert II de Bourgogne et d'Agnès de France, dont le mariage est célébré le 23 septembre 1305. Philippe le Bel accepte en revanche que Jeanne de Bourgogne convole avec son deuxième fils Philippe le Long : le 21 janvier 1307, leur mariage a lieu à Corbeil.
Immédiatement après cette union, Mahaut d'Artois entame de nouvelles négociations avec Philippe le Bel, dans le but de marier sa fille Blanche avec son troisième fils Charles le Bel. Après avoir obtenu le 24 mai 1307 une dispense du pape Clément V pour consanguinité aux troisième et quatrième degrés entre Charles et Blanche, Philippe IV et Mahaut d'Artois établissent le contrat de mariage, en vertu duquel cette dernière accepte de verser à sa fille une dot d'un montant de 20 000 marcs d'argent. Finalement, le mariage de Charles le Bel et de Blanche de Bourgogne est célébré hâtivement le 2 février 1308 dans la résidence comtale de Mahaut d'Artois à Hesdin : en effet, la cour est au même moment installée à Boulogne, où ont eu lieu le 25 janvier précédent les noces d'Isabelle de France, la fille de Philippe IV le Bel, avec Édouard II d'Angleterre. Ce n'est néanmoins qu'en 1310 que Blanche est déclarée nubile et que le couple princier est autorisé à résider ensemble dans la tour de Nesle, à Paris. En raison de la position alors éloignée de Charles dans la succession au trône, la vie conjugale de Blanche de Bourgogne demeure inconnue.

### Accusations d'adultère

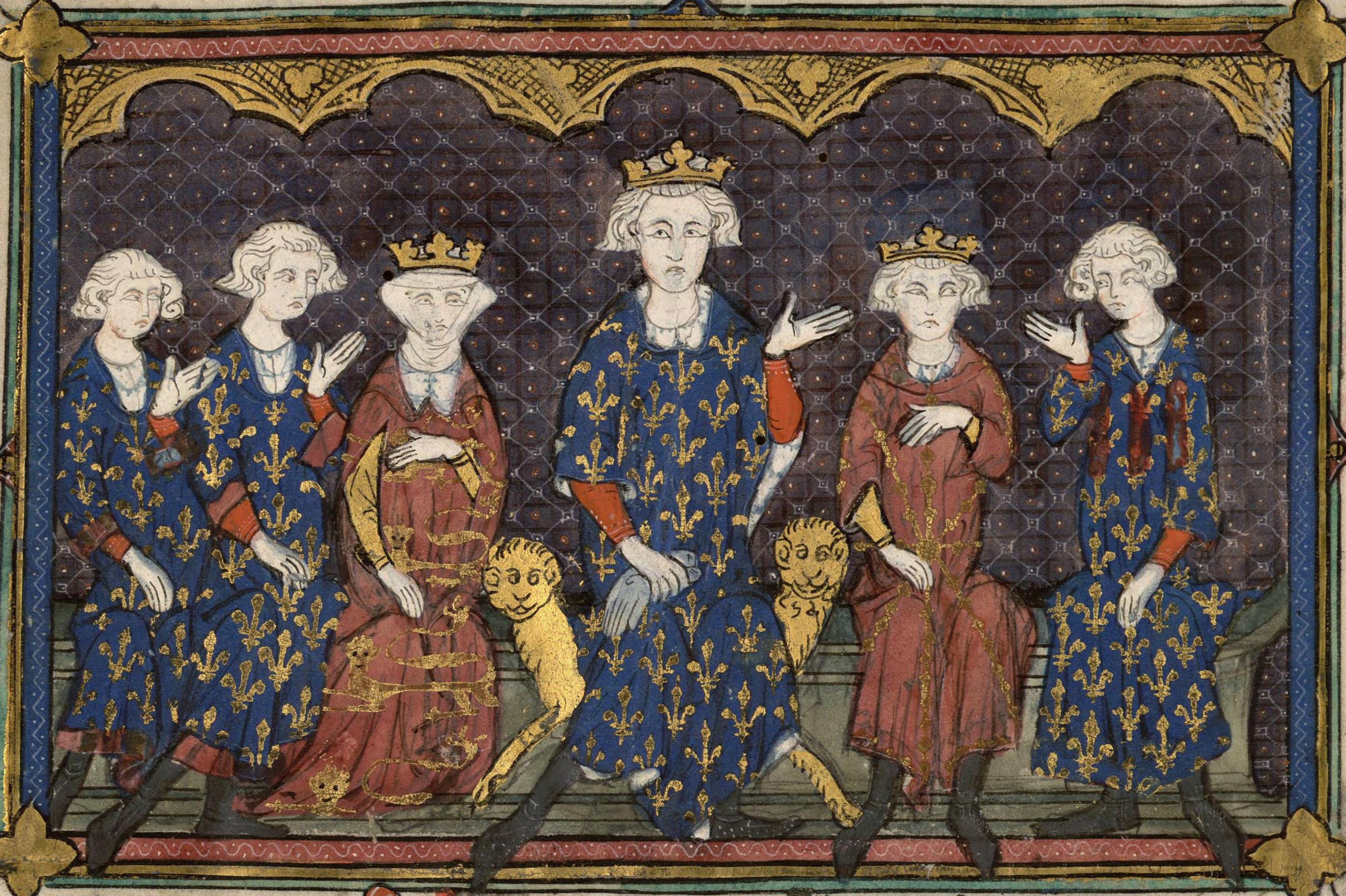
Les principaux protagonistes de l'affaire de la tour de Nesle, un an après le scandale. Philippe IV le Bel est représenté sur le trône au centre, entouré de sa famille : de gauche à droite, sont assis ses fils Charles le Bel et Philippe le Long, sa fille Isabelle de France, son fils aîné Louis Ier de Navarre, et son frère cadet Charles de Valois. Illustration de 1315.

Le 2 juin 1313, Philippe IV le Bel reçoit sa fille Isabelle et son gendre Édouard II à Paris à l'occasion de négociations entre les deux royaumes concernant le duché de Guyenne. Au cours des festivités organisées en son honneur, Isabelle de France offre des bourses brodées à ses belles-sœurs Marguerite, Jeanne et Blanche de Bourgogne. Après l'assurance du renouvellement du soutien français dans la lutte contre les barons anglais, le couple royal rembarque le 15 juillet et donne plusieurs banquets à Londres pour célébrer son retour. Pendant l'un de ces banquets, en décembre 1313, Isabelle remarque que deux des bourses offertes à ses belles-sœurs pendent aux ceintures de deux chevaliers normands, Gauthier et Philippe d'Aunay, et soupçonne ces derniers d'entretenir des rapports illicites avec les épouses de ses frères. Elle décide alors de faire part à son père de ses soupçons et se rend à Paris le 16 mars 1314, officiellement pour achever des discussions au sujet de la Guyenne.
Sur les conseils de sa fille, Philippe le Bel fait mener secrètement une enquête et surveiller les chevaliers normands. Peu après, alors que la cour est réunie à l'abbaye de Maubuisson, le scandale est révélé au grand jour : il apparaît que deux des trois princesses ont eu des conduites inappropriées avec Gauthier et Philippe d'Aunay dans la tour de Nesle. La mise à la question des deux chevaliers révèle que Philippe est l'amant de Marguerite de Bourgogne, tandis que Gauthier est celui de Blanche. Les affaires extraconjugales des deux brus de Philippe IV remonteraient à 1311 ou 1312. Quant à Jeanne de Bourgogne, elle est accusée de ne pas avoir révélé l'inconduite de sa sœur et de sa cousine. Impitoyable envers les deux hommes qui mettent sérieusement en doute la légitimité de la descendance de ses fils, Philippe le Bel ordonne une exécution particulièrement cruelle à l'encontre des frères d'Aunay, qui sont mis à mort le 19 avril 1314 à Pontoise.

### Procès et emprisonnement
Arrêtées au moment de l'éclatement du scandale, Marguerite et Blanche de Bourgogne sont déférées devant le Parlement de Paris, qui les condamne pour adultère à la réclusion à vie. Les deux princesses sont tondues, vêtues de bure et incarcérées à la forteresse de Château-Gaillard, en Normandie. En raison de l'énormité du scandale, la légitimité des enfants de Charles le Bel et de Blanche de Bourgogne est remise en cause. Le couple a alors deux enfants : un fils, prénommé Philippe, né peu avant la révélation de l'affaire le 5 janvier 1314, et une fille, prénommée Jeanne, née pendant la détention de sa mère courant 1315. Comme Charles n'est que le troisième fils de Philippe IV le Bel, la paternité de ses enfants n'est pas immédiatement discutée, puisque l'annulation de son mariage n'est pas urgente, contrairement à celle du mariage de son frère aîné Louis Ier de Navarre et de Marguerite de Bourgogne. Si les disciples du chroniqueur Guillaume de Nangis ne s'intéressent pas à la légitimité du jeune Philippe, en revanche celle de la jeune Jeanne attire leur attention : ils suggèrent que le père de cette enfant peut aussi bien être Charles le Bel que Gauthier d'Aunay ou un geôlier de Château-Gaillard, même si Charles lui accordera des obsèques dignes d'une descendante de roi de France.
La captivité de Blanche de Bourgogne à Château-Gaillard va durer dix ans, pendant lesquelles disparaît la plupart de son entourage. Ainsi, sa belle-sœur et compagne d'infortune Marguerite de Bourgogne devient reine de France à la mort de Philippe IV le Bel le 29 novembre 1314, mais meurt toujours en captivité le 30 avril 1315, sans doute à cause des rigueurs hivernales même si une rumeur persiste que son époux a ordonné qu'elle soit étranglée pour qu'il puisse se remarier. Finalement, le 9 janvier 1317, Philippe V le Long et son épouse Jeanne de Bourgogne, entretemps rentrée en grâce à la cour de France, sont sacrés à la cathédrale Notre-Dame de Reims. Il est possible que les conditions de détention de Blanche de Bourgogne aient été assouplies après la montée de sa sœur sur le trône de France, mais on ne dispose pas de sources permettant de le prouver. En revanche, Jeanne de Bourgogne obtient l'entrée de sa fille Blanche comme nonne franciscaine à l'abbaye royale de Longchamp, dans l'espoir que sa vie cloîtrée puisse compenser les péchés de sa sœur. Par ailleurs, en dépit de son incarcération, Blanche de Bourgogne demeure en contact avec sa mère Mahaut d'Artois, qui lui envoie plusieurs présents et s'assure qu'elle soit correctement logée.

### Annulation de mariage et décès

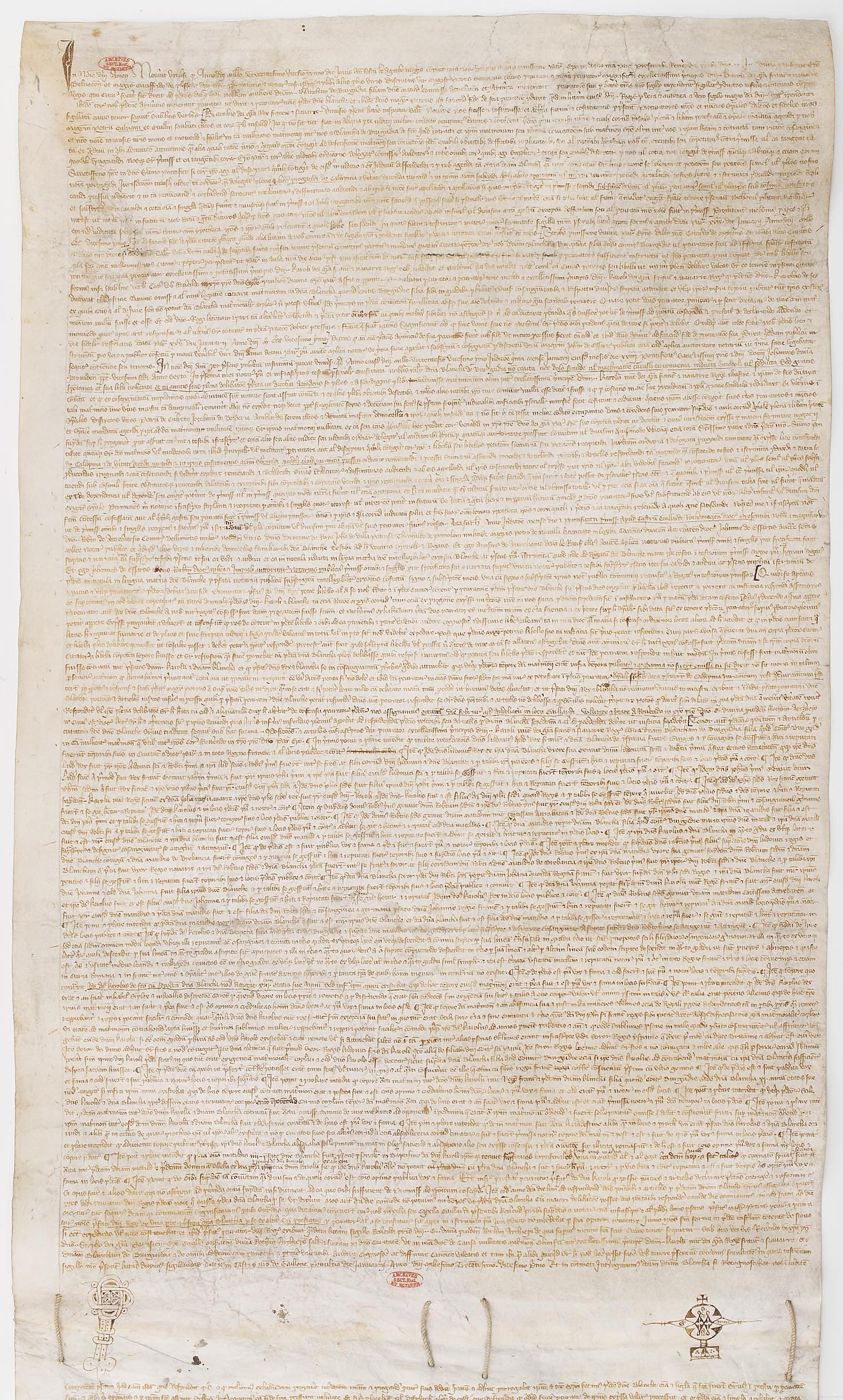
Procédures intentées par Charles IV le Bel devant les commissaires apostoliques pour faire annuler son mariage avec Blanche de Bourgogne.

Le 3 janvier 1322, Philippe V le Long meurt prématurément et sans descendant mâle, ce qui conduit à l'avènement de son frère Charles IV le Bel. Blanche de Bourgogne, bien que désormais nominalement reine de France et de Navarre, n'est pas autorisée à sortir de Château-Gaillard pour être sacrée à Reims aux côtés de son époux le 21 février suivant. En effet, dès le 29 janvier 1322, Charles IV charge Étienne de Bourret, évêque de Paris, et Jean de Marigny, évêque de Beauvais, de rassembler des motifs valables pour l'annulation de son mariage avec Blanche de Bourgogne. Le 3 mai suivant, une ambassade commandée par Louis Ier de Bourbon se rend en Avignon auprès du pape Jean XXII afin de lui demander l'annulation du mariage au motif que Mahaut d'Artois est la marraine de Charles IV le Bel, faisant donc de Blanche de Bourgogne sa « sœur spirituelle », ce qui rend cette union formellement interdite en vertu du droit canonique.
Finalement, le 19 mai 1322, le souverain pontife rend son verdict et casse le mariage, donnant ainsi la permission à Charles et à Blanche de pouvoir se remarier. Afin d'obtenir l'accord de Mahaut d'Artois pour la dissolution du mariage, Charles a dû auparavant lui restituer l'immense dot de sa fille. Peu après, Blanche de Bourgogne reçoit l'autorisation de son ancien époux de quitter Château-Gaillard, pour être enfermée à Gavray, puis à l'abbaye de Maubuisson où avait eu lieu sa déchéance onze ans plus tôt. Elle est toujours mentionnée comme vivante dans une dispense papale datée du 5 avril 1326 pour le mariage de Charles IV avec sa troisième épouse Jeanne d'Évreux, mais s'éteint le 29 du même mois, des suites de ses mauvaises conditions de détention à Château-Gaillard. Le lieu de la sépulture de Blanche de Bourgogne demeure toutefois inconnu, même si l'abbaye de Maubuisson a été envisagée.

## Descendance
De son mariage avec Charles IV le Bel, célébré le 2 février 1308 à Hesdin, Blanche de Bourgogne a deux enfants :
- Philippe (peu avant le 5 janvier 1314 – peu avant le 24 mars 1322[15]) ;
- Jeanne (1315 – 17 mai 1321[1]).

## Dans la fiction
Blanche de Bourgogne est un personnage secondaire de la série historique Les Rois maudits de Maurice Druon. Elle apparaît dans les premier et deuxième romans, respectivement intitulés Le Roi de fer et La Reine étranglée, et est mentionnée brièvement dans les tomes suivants par le narrateur. Blanche est incarnée à l'écran par Catherine Hubeau dans l'adaptation télévisée de 1972 et par Anne Malraux dans celle de 2005. Maurice Druon la dépeint ainsi dans le premier tome de sa série : 

« Sa sœur Blanche, épouse de Charles de France, le cadet des princes royaux, était plus petite, plus ronde, plus rose, plus spontanée. Âgée de dix-huit ans, elle gardait aux joues les fossettes de l'enfance. Elle avait une blondeur chaude, des yeux marron clair, très brillants, et de petites dents transparentes. S'habiller était pour elle plus qu'un jeu, une passion. Elle s'y livrait avec une extravagance qui ne relevait pas forcément du meilleur goût. Elle s'ornait le front, le col, les manches, la ceinture du plus de bijoux qu'elle pouvait. Sa robe était brodée de perles et de fils d'or. Mais elle avait tant de grâce et semblait si contente d'elle-même qu'on lui pardonnait volontiers cette profusion naïve. »

— Maurice Druon, Le Roi de fer
Blanche de Bourgogne apparaît dans d'autres œuvres littéraires ou cinématographiques. Ainsi, elle est l'héroïne du roman Blanche de Bourgogne d'Antoinette Dupin, publié en 1852. Par ailleurs, dans la pièce de théâtre Mon Royaume est sur la terre de Jean-François Noël, mise en scène par Raymond Rouleau au théâtre Hébertot en décembre 1941, Philippe IV le Bel se prépare à s'attaquer à l'Ordre du Temple, alors que sa bru Blanche, jouée par Françoise Lugagne, voit son idylle avec le Templier Gauthier d'Aunay menacée par la jalousie d'Isabelle, reine d'Angleterre, elle aussi amoureuse de Gauthier,. Enfin, Blanche de Bourgogne est l'un des personnages du film muet Buridan, le héros de la tour de Nesle, réalisé par Pierre Marodon en 1923, où son rôle est interprété par Olga Matcheko-Träger.